# میسون آدامز
میسون آدامز (انگلیسی: Mason Adams؛ ۲۶ فوریهٔ ۱۹۱۹ – ۲۶ آوریل ۲۰۰۵) یک هنرپیشه اهل ایالات متحده آمریکا بود. وی بین سال‌های ۱۹۴۰ تا ۲۰۰۳ میلادی فعالیت می‌کرد.
از فیلم‌های معروف او می‌توان به بازی در مجموعه لو گرانت، شیطان کوچک‌تر و داماد اشاره کرد.